# Ферм
Ферм, Фермон или Те́рмос (др.-греч. Θέρμος, лат. Thermum) — город в Древней Греции, центр Этолии. Находился на северо-восточном берегу озера Трихонис на высоте 360 метров над уровнем моря, под горой Мегас-Лакос (Μέγας Λάκκος, 620 м), в 1 км к югу от современного малого города Термон, административного центра общины (дима) Термон в периферийной единице Этолия и Акарнания в периферии Западная Греция. Служил местом собраний Этолийского союза. В центре теменоса находился храм Аполлона Термиоса.
Ферм был важным региональным центром уже в доисторическом периоде. Поселение существовало примерно с 1700-х годов до н. э. В 1500-е годы до н. э. возникает поселение микенского периода с множеством строений, главным из которых был мегарон Α, дворец правителя. К XI веку до н. э. Ферм, как и другие микенские города, приходит в упадок. В Тёмные века возникает новое поселение. Главное строение, мегарон Β был построен примерно в 1100-е годы до н. э. На его руинах примерно в 620-е годы до н. э. построен храм Аполлона Термиоса. В конце VII века до н. э. построены маленький храм Аполлона Лисиоса, украшенный терракотовыми метопами с изображением харит, Ириды и кентавра Фола, и маленький храм Артемиды Лафрии. В эллинистический период, после того как в 323 году до н. э. совместный контроль над Этолией перешел к Антипатру и Кратеру, в Ферме были построены крепостные стены с башнями и три стоа. Сохранились фрагменты бронзовых статуй и мраморные постаменты этого периода. Сохранился небольшой фонтан III века до н. э.
Летом 218 года до н. э. в ходе Союзнической войны и в 206 году до н. э. македоняне во главе с Филиппом V Македонским разграбили и разрушили город. В 189 году до н. э. Антиох III Великий потерпел поражение от римлян в битве при Магнезии, Этолия заключила мир с Римом и утратила своё значение. После поражения Македонии в битвы при Пидне в 168 году до н. э. Этолия была подчинена Риму. В I веке до н. э. Ферм больше не являлся центром Лиги.
Находки собраны в небольшом музее на месте раскопок, часть в Национальном археологическом музее в Афинах.